# Alexandre Nicolot
Pour les articles homonymes, voir Nicolot.
Alexandre Nicolot, né le 18 septembre 1892 et mort le 15 février 1976, est un industriel français, reconnu Juste parmi les nations en 2003. Il a également été maire de Saint-Laurent-sur-Saône et conseiller général du canton de Bâgé-le-Châtel.

## Mandats
- Maire de Saint-Laurent-sur-Saône (1941-1959)

- Conseiller général du Canton de Bâgé-le-Châtel (1949-1955).

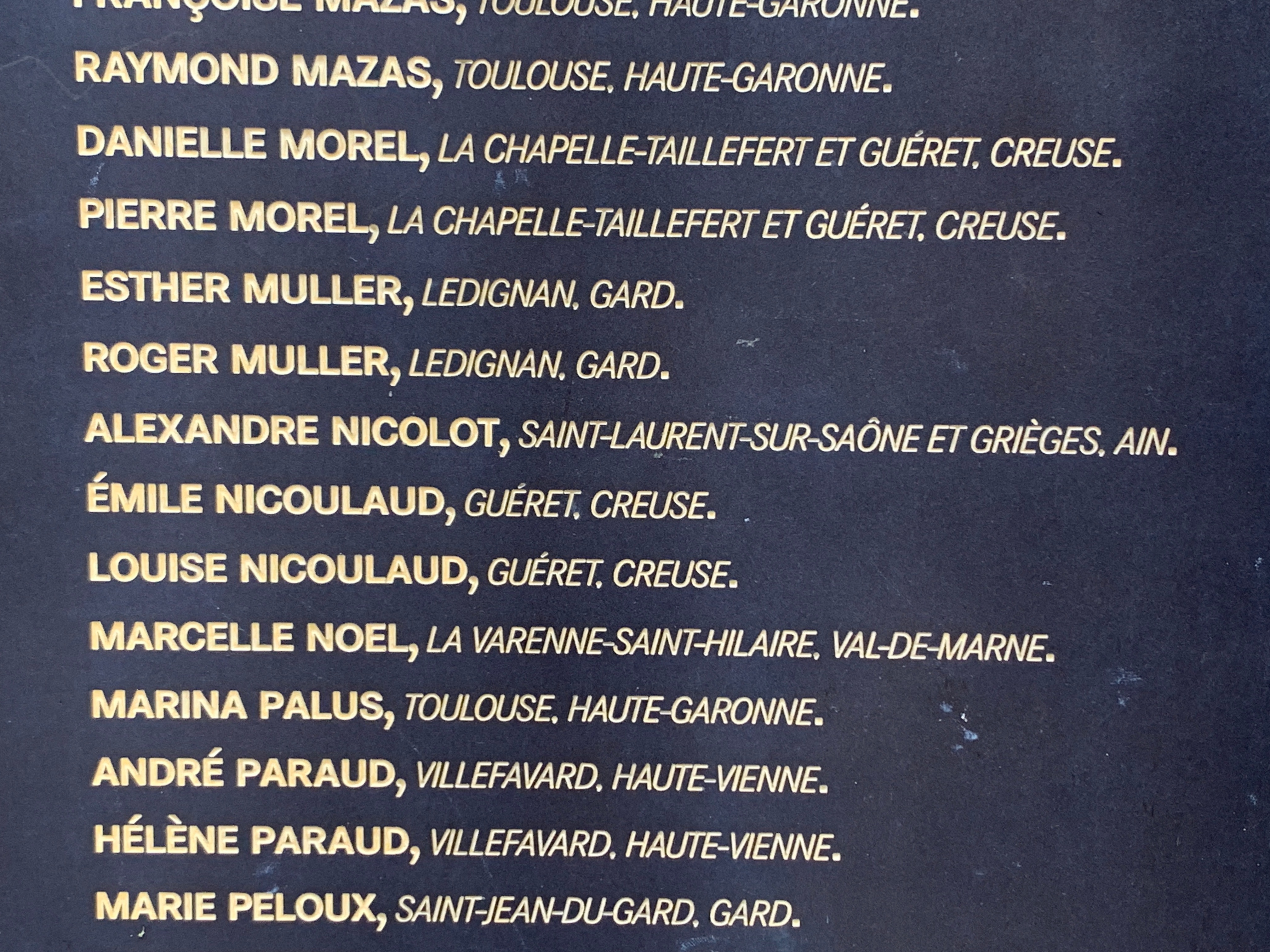
Inscription d'Alexandre Nicolot sur le mur des Justes à Paris.